# 諾克提斯迷宮

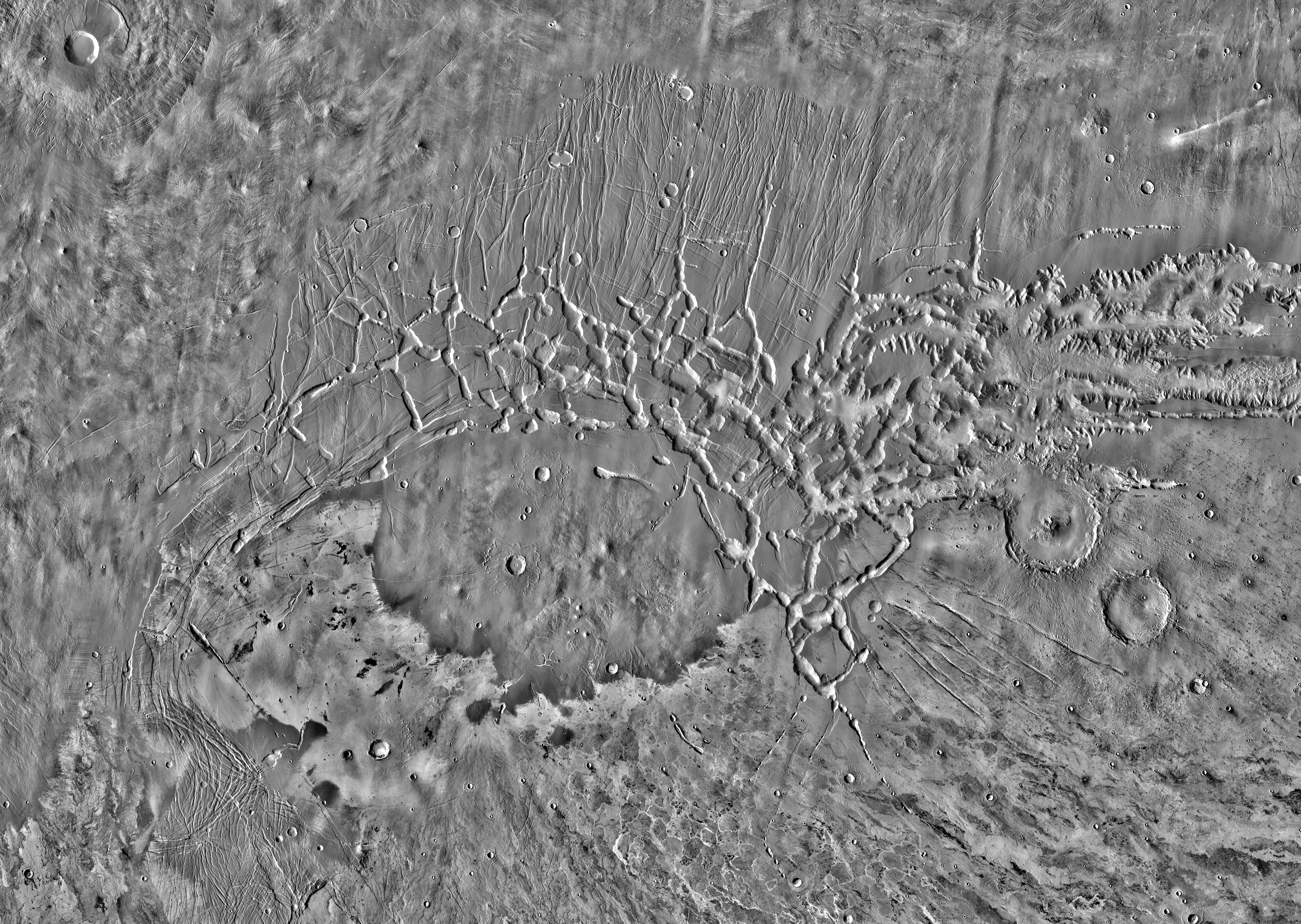
诺克提斯迷宫及周边高分辨率热辐射成像系统白昼红外拼接图。区内纵横交错着多组不同走向的地堑，盾状火山帕弗尼斯山位于左上角。

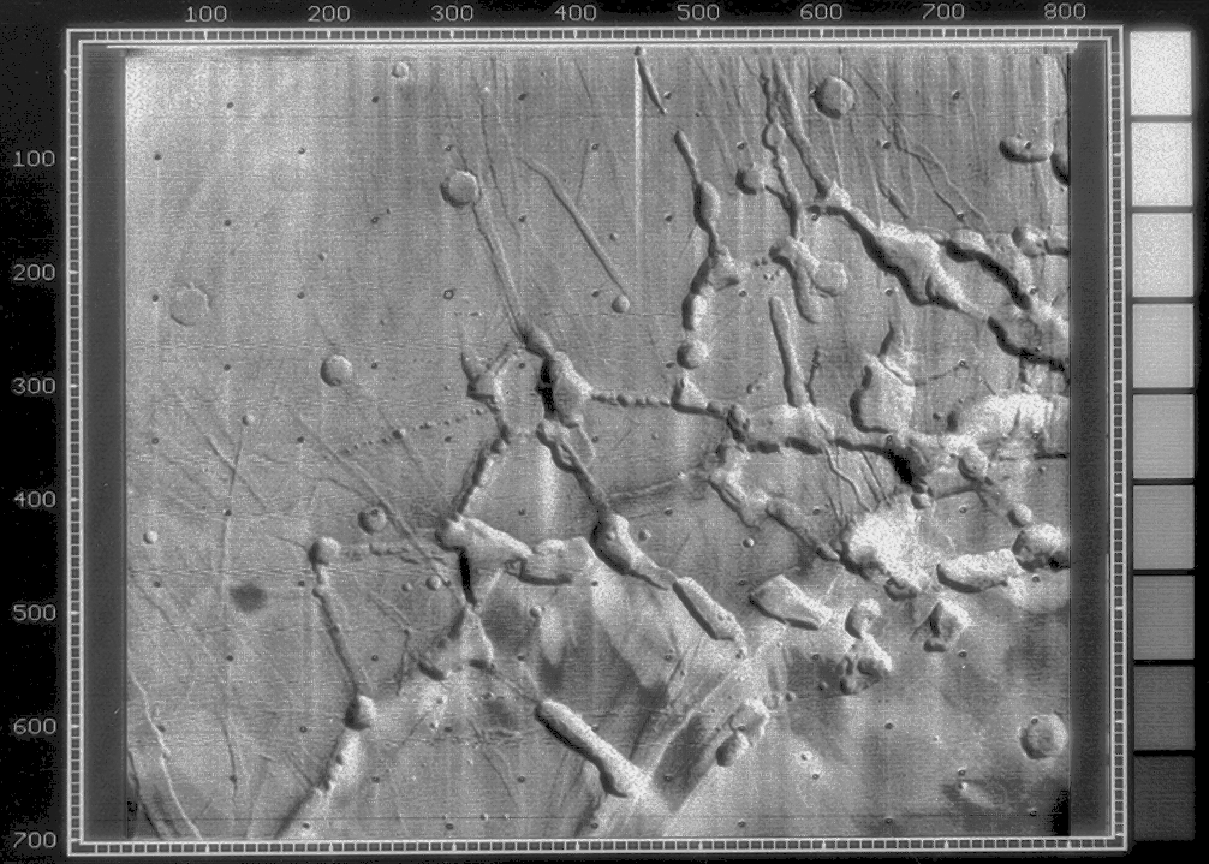
水手9号所看到的位于火星水手谷西端的诺克提斯迷宫“迷宫”图。线性地堑、沟槽和链坑及一些平顶台地共同主导着这一区域。图像长宽约400公里，中心坐标南纬6度、西105度，位于塔尔西斯隆起边缘，拍摄于凤凰湖区。

诺克提斯迷宫（直译：夜迷宫）是火星凤凰湖区位于水手谷和塔尔西斯高地之间的一个区域，以其迷宫般的深谷和陡峭的山谷而闻名。该地区的山谷和峡谷是由断层作用形成的，很多显示出典型地堑特征，谷底仍保留着高地平原，但在一些地区因山体崩塌而变得更为崎岖，还有一些地区的地面似乎已经沉陷为坑状构造。据认为，这一断层活动是由塔尔西斯地区的火山活动所引发。根据2009年12月研究报告，在一些地层中发现了包括粘土、硫酸盐和水合硅等在内的多种矿物。
 

## 概述
诺克提斯迷宫位于水手谷西端的塔尔西斯高地中心，清楚显示出一片蛛网般伸展的地堑群，而后汇聚成一群连贯、较浅的地堑群，以弧状路径向南弯曲进入克拉里塔斯岭(Claritas Rise)，越过该处它们则被称为“克拉里塔斯槽沟群”。

## 地质
诺克提斯迷宫断裂带集中于塔尔西斯隆起中心，分割了这一据认为形成于挪亚-赫斯珀里亚纪的玄武质高原。诺克提斯迷宫谷以一种相互联结的模式分裂成三种不同的走向(东北偏北-西南偏南、东北偏东-西南偏西、西北偏西-东南偏东)，类似地球穹丘上形成的断层系统。根据撞击坑计数测年，该断裂带的形成可追溯到赫斯珀里亚纪晚期，同时也形成了相邻叙利亚平原区的熔岩平原。一些研究人员根据随下层岩脉扩展的简单地堑，模拟了火星上这种深谷群的形成过程。当下层岩浆体排空后，岩浆室压力降低并开始收缩，形成一系列链坑状凹陷，这些地方的坍塌程度取决于下方岩浆体的深度。据估计，诺克提斯迷宫深谷群地表下曾发生过的空岩浆房崩塌深度可能超过5公里，特别是在诺克提斯迷宫中，一些研究人员曾推测，断裂带的通道可能连接着更深的侵入构造，形成更类似地球图林(Thulean)地幔柱的管道网，后者导致北大西洋火成岩省的形成。在诺克提斯迷宫深谷群中，这些链坑状凹陷(pit crater chains)坍塌带定向从V形尖端向外延伸，反映出从下方岩浆室流出的岩浆去向，这些倾斜的V字形链坑状的凹陷状通常在远离塔尔斯隆起中心的地方延伸。
其他一些研究人员也提出过诺克提斯迷宫的另一种起源，将其形成与水手谷联系起来，并将它最初的形成看成是密集熔岩管网的膨胀和坍塌。熔岩管说的支持者注意到，没有观察到来自深谷群侧向熔岩流证据，因而，赞成现代崩塌特征表面下不必要有岩脉的观点，因为没有证据表明这种近地表侵入体已破坏了诺克提斯迷宫区的表面。单纯构造说评论者也注意到，尽管链坑状凹陷(岩脉说的核心)通常与地堑走向一致或重合，但在诺克提斯迷宫附近偶尔也发现它们会分岔并垂直穿过同代地堑。一些研究者也提出诺克提斯迷宫深谷群可能是在夹杂凝灰岩和熔岩流的弱化岩中伸展的断层作用所形成，众所周知，这些岩石会产生与地堑平行的链坑状凹陷。
其他研究者认为，蒸气岩浆(phreatomagmatic)作用与诺克提斯迷宫深谷群的形成有关，但这一假说并没得到普遍认可，因为根据该机制所提出的混沌地形形态，在诺克提斯迷宫地表裂隙网中并没发现。同样，也没在被强烈认为发生过蒸气岩浆活动的区域附近，如西绪福斯山脉观察到类似于诺克提斯迷宫的深谷群和链坑状凹陷。也有人认为诺克提斯迷宫的深谷群为喀斯特性质的崩塌地貌，是碳酸盐岩被受火山气体酸化的大气降水溶解所致。这一假说也受到挑战，因为在诺克提斯迷宫网中没有检测到碳酸盐光谱特征。
诺克提斯迷宫峡谷因岩壁的崩塌明显拓宽，这些滑塌的碎屑以泥石流和巨石形式在谷底聚拢。一些作者将谷壁持续的崩塌归因于与热循环有关的蠕变，这将会导致地下冰的反复冻结和融化。由于它位于塔尔斯隆起的中心，在岩浆活动增加期间，流入该区域的热流增加可能促进了与蠕变相关的熔融。在该区域未观察到河流或风蚀的迹象。

### 多样性矿物
在诺克蒂斯迷宫最南端，靠近叙利亚高原和西奈高原分水岭及水手谷西端，发现了一处迄今为止在火星上所观测到矿物种类最丰富的无名凹地。这些沉积物的年代可追溯到赫斯珀里亚纪晚期，为最近期的火星水合矿物沉积。根据CRISM光谱图像显示，研究该凹地的人员解释性地确定了以下存在的物质： 
- 富铁矿物，如赤铁矿和针铁矿[6]；
- 多水硫酸铁(叶绿矾针绿矾)、单水硫酸铁(水铁矾或可能是硅钙石)、羟基硫酸铁(水绿矾和草黄铁矾)、水合黄钾铁矾石以及可能的无水硫酸铁(云母矿)[6]；
- 页硅酸盐铝粘土(类似水合埃洛石/安德伊利石的高岭石，或高岭石和蒙脱石的组合)[6]；
- 铁蒙脱石(绿脱石)[6]；
- 蛋白石二氧化硅（蛋白石-A因成岩作用蚀变成蛋白石CT），其光谱特征与冰岛火山的玻璃火山砾相当[6]。

在该盆地中观察到的水合硫酸铁矿物中，有些矿物如铁云母，在现代火星环境下并不稳定。然而，研究人员认为，它们似乎是共存的，因为不同沉积物可能在不同时间暴露在开阔的大气中，而其中的一些矿物在火星条件下经过多年的时间才完全脱水。此外，在该洼地中观察到的蛋白石二氧化硅沉积物光谱，可能偶尔显示出硫酸铁矿物黄钾铁矾和页硅酸盐矿物蒙脱石之间的相互作用，后一种材料是从光谱上分辨出的一种不寻常的双峰形状来解释的。
该盆地中矿物的形成很可能是初始酸性热液对玄武岩地形蚀变的结果，斜长石和富钙辉石的溶解使pH值稳定升高，并导致其他矿物沉淀。特别是在该盆地，铁镁质蒙脱石层覆盖在硫酸盐、页硅酸盐铝粘土和蛋白石硅质沉积物之上，这种层次顺序是该无名洼地独有的，与大多数火星地区通常相颠倒，诺亚纪期的底层一般都为镁铁质蒙脱石。一些研究人员提出了相反的观点，即该盆地是在单独、高度不均匀的事件中形成的，而不是顺序颠倒的沉积事件，这不一定是全球气候变化现象的标志，但很可能与局部热源有关，比如火山或撞击坑。
在诺克提斯迷宫断裂带北段的其他地方，已在光谱上观察到富含钙的辉石。

## 观测史
1980年，巴黎第十一大学的“菲利普·马森”(Philippe Masson)根据水手9号和海盗号轨道飞行器的图像，对水手谷、诺克提斯迷宫和克拉里塔斯槽沟的地质构造年代进行了综合解释。
2003年，巴黎第六大学丹尼尔·梅格(Daniel Mège)、诺丁汉大学及史密森尼学会安东尼·库克(Anthony C.Cook)、法国勒芒大学埃尔文·加雷尔(Erwan Garel)、西布列塔尼大学伊夫·拉加布里埃尔(Yves Lagabrielle)和哥伦比亚大学玛丽-海伦·科尔米耶(Marie-Hélène Cormier)等共同提出了一种火星裂谷模型，即岩浆房岩浆的排空，形成了定向的链坑状凹陷。首次从理论上解释了诺克提斯迷宫深谷群的形成。
2012年，法国研究人员帕特里克·索洛特(Patrick Thollot)、尼古拉斯·曼戈尔德(Nicolas Mangold)、维罗妮卡·安桑(Véronique Ansan)和南特大学的斯蒂芬·勒穆埃利克(Stéphan Le Mouélic)以及一批美国研究人员，包括布朗大学约翰·福·穆斯塔德(John F. Mustard )、圣母大学拉尔夫·伊·米利肯(Ralph E. Milliken)和应用物理实验室的斯科特·默奇(Scott Murchie)等合作，报道了在诺克提斯迷宫东南一个无名盆地中，显示有仅在水环境和宽pH值范围下才能形成的极其多样化的矿物组合。该盆地是诺克提斯迷宫中同类特征中唯一的一个，几乎比火星上任何一处观测到的地区都有更大的多样性。利用高解析度成像科学设备视觉图像上的CRISM光谱数据，研究人员提出，该矿坑多样化的地质是热液蚀变的结果，随着富钙矿物(如斜长石等)的不断溶解，酸度降低，从而观察到了这些丰富矿物种类。这一可变性被解释为在这一时期没有引发全球暖湿的火星气候条件。

## 图集

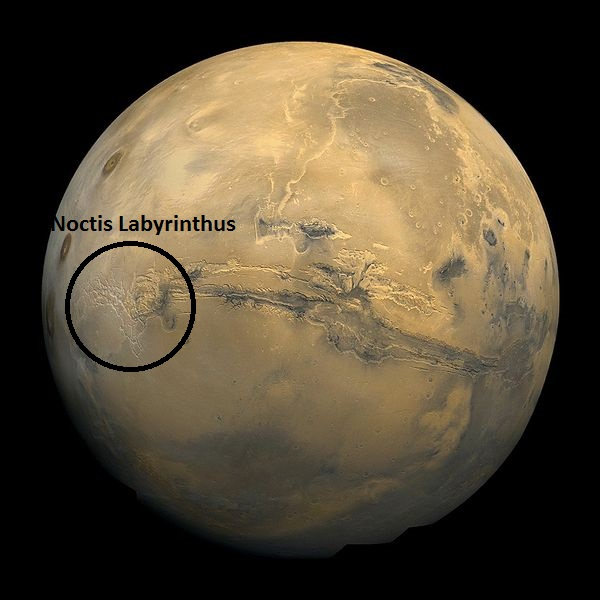
海盗1号轨道飞行器照片，显示了诺克提斯迷宫的位置。
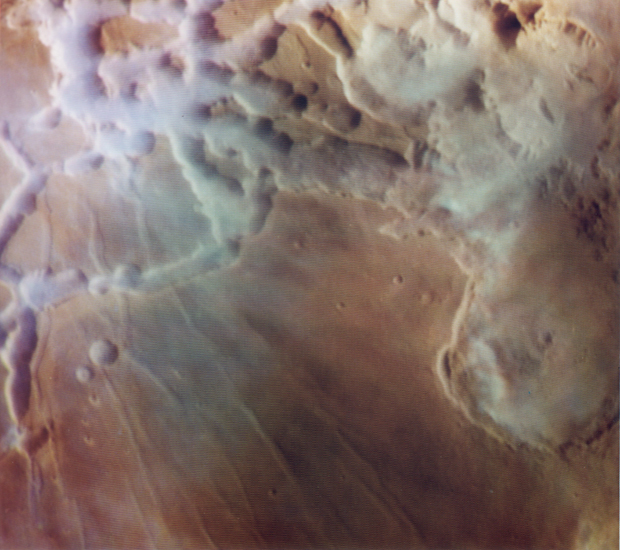
在该幅海盗1号图像中，诺克提斯迷宫峡谷上空弥漫着清晨阳光下霜冻升华形成的水冰雾。
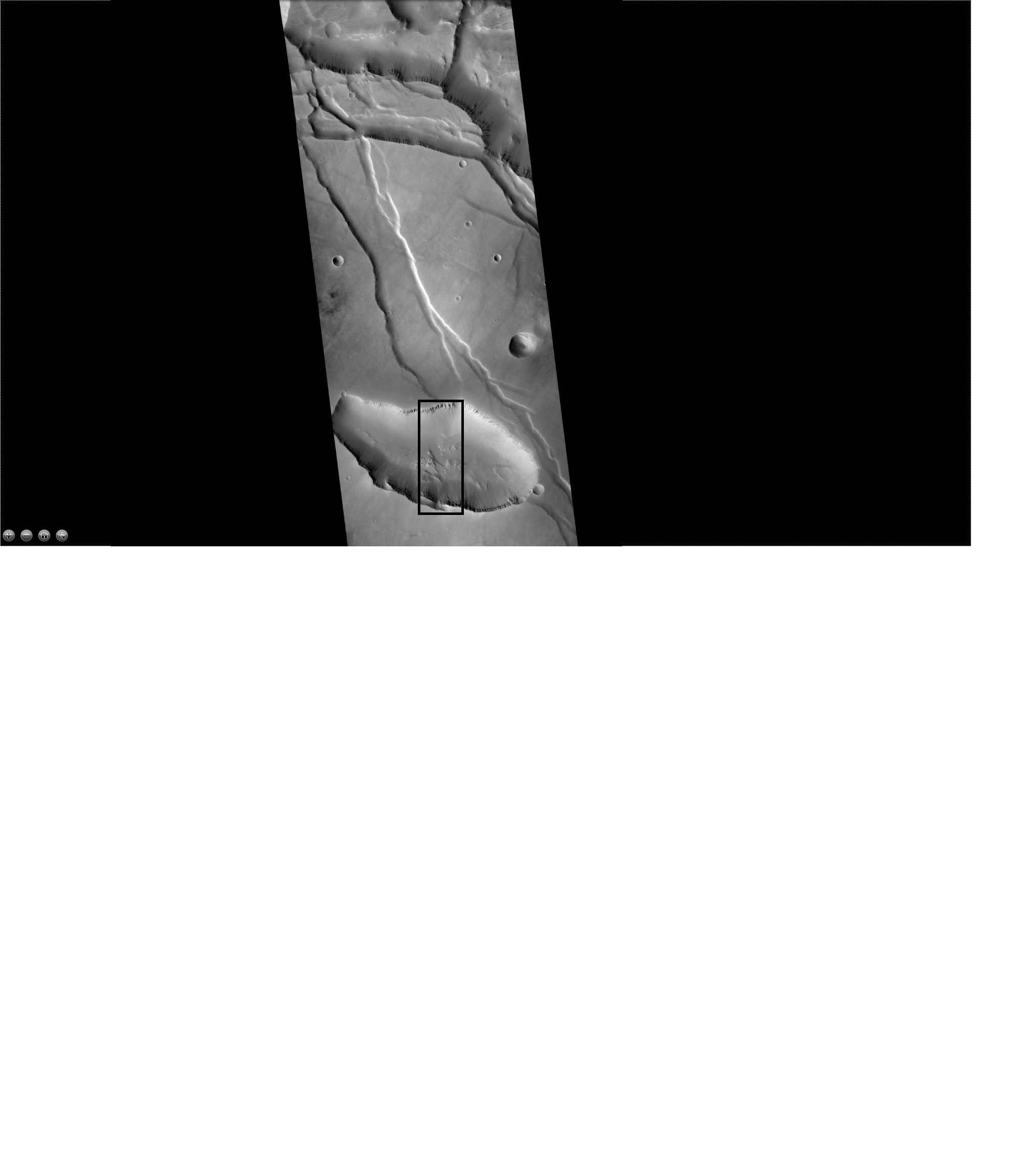
背景相机拍摄的一部分诺克提斯迷宫，显示了下面HiRISE图像所覆盖的区域。
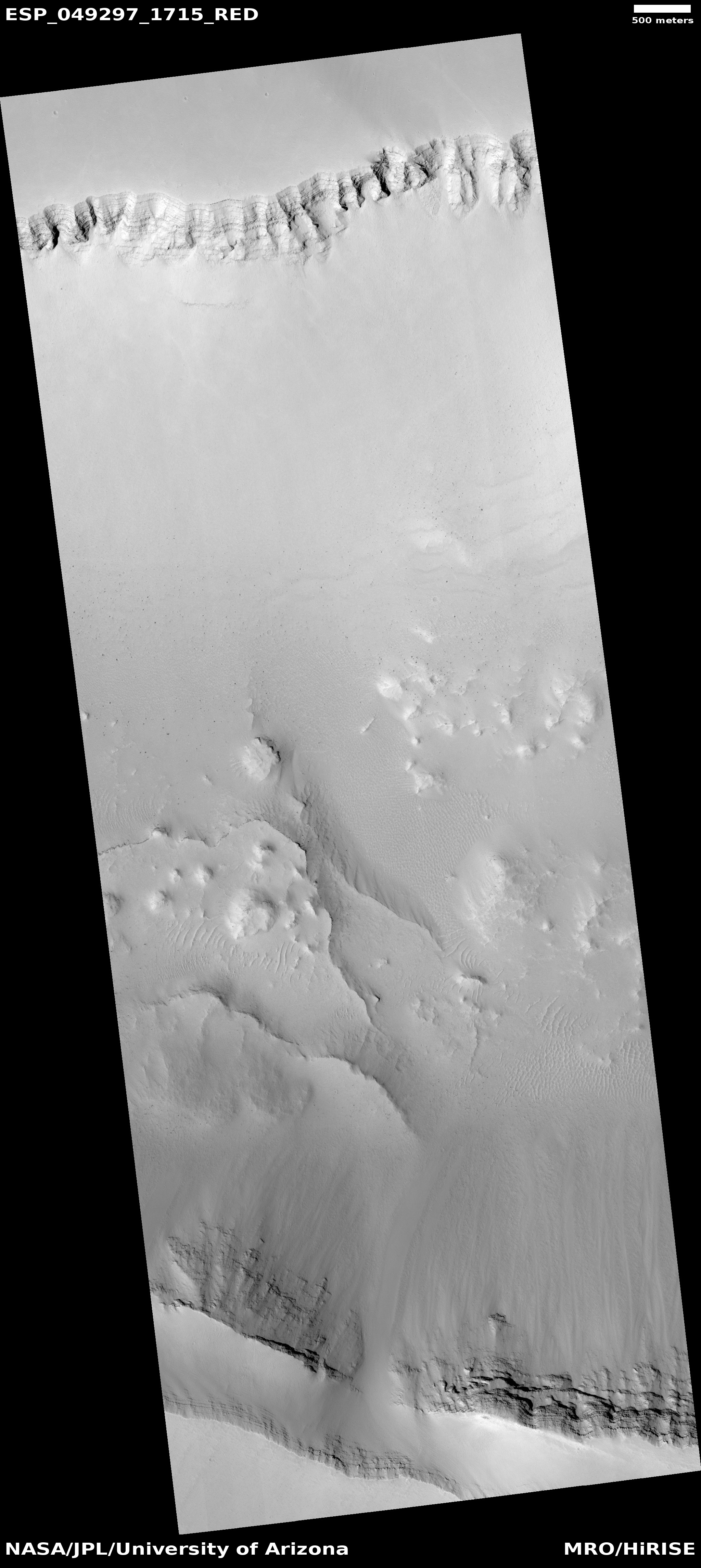
程序控制的高解析度成像科学设备拍摄的诺克提斯迷宫部分北、南岩壁。
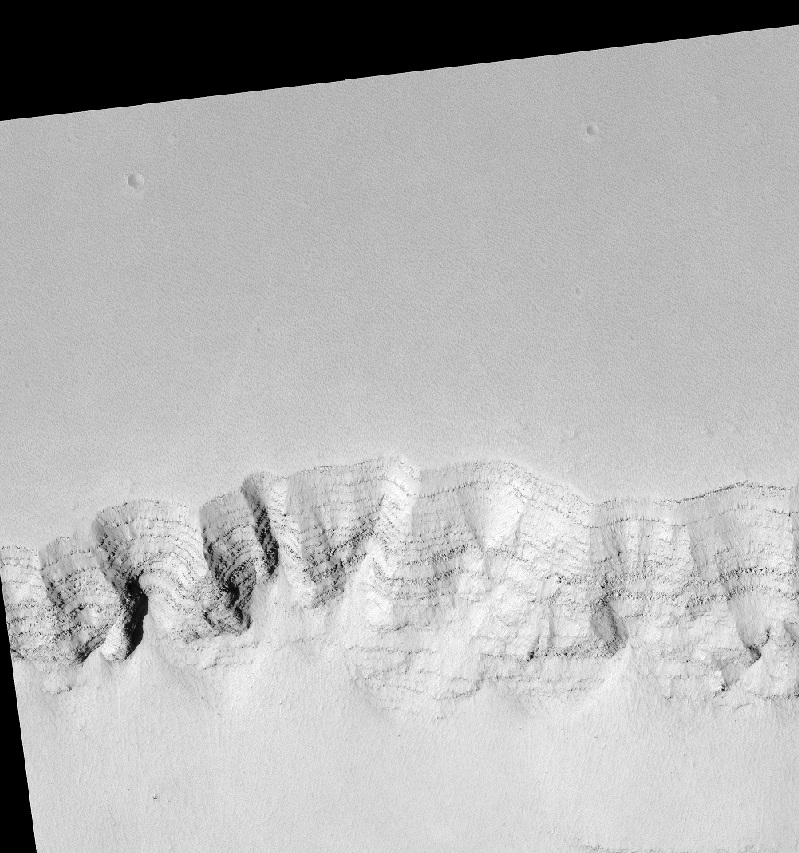
诺克提斯迷宫部分北壁的宽景视图
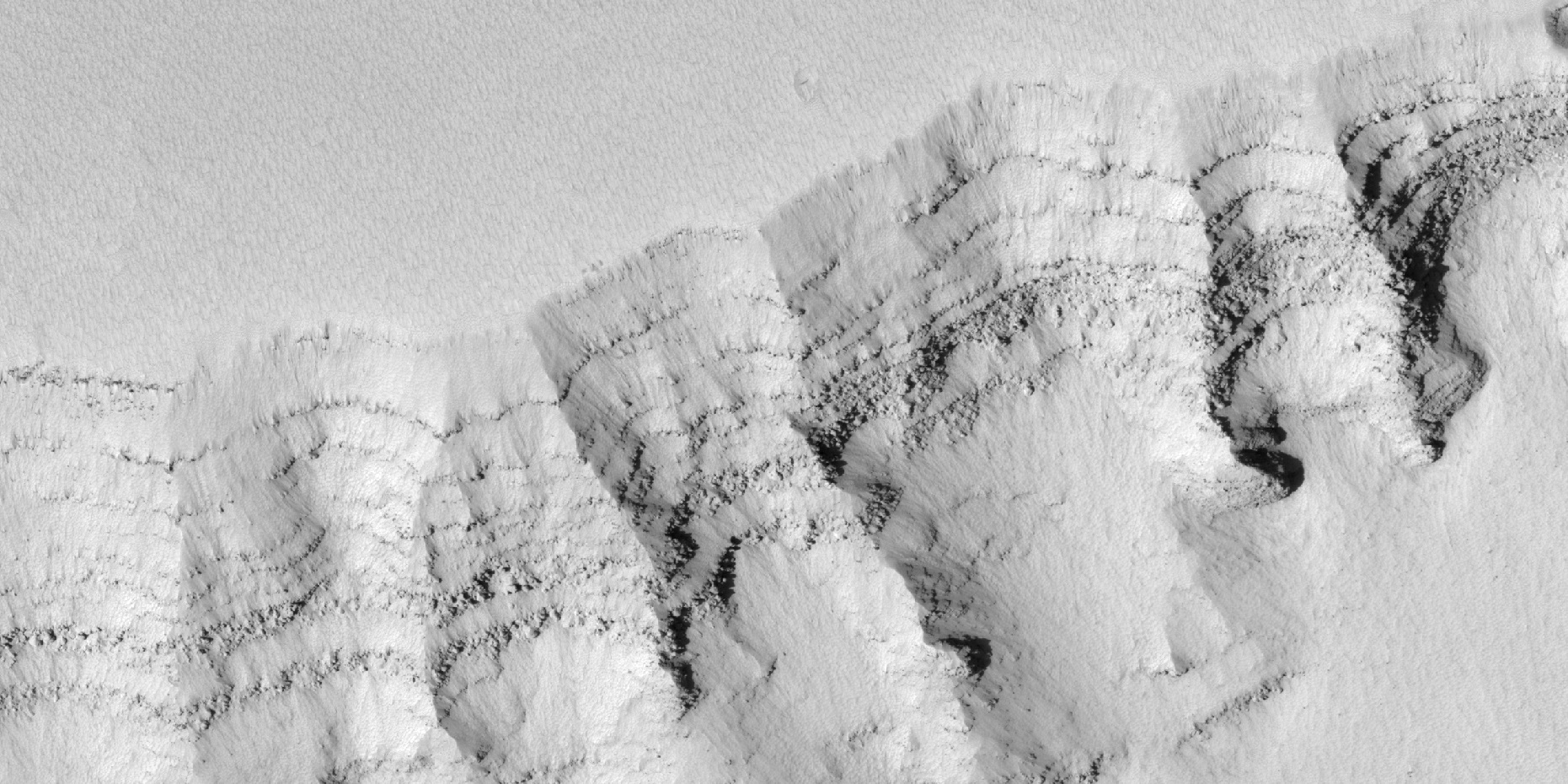
诺克提斯迷宫部分北壁的近视图
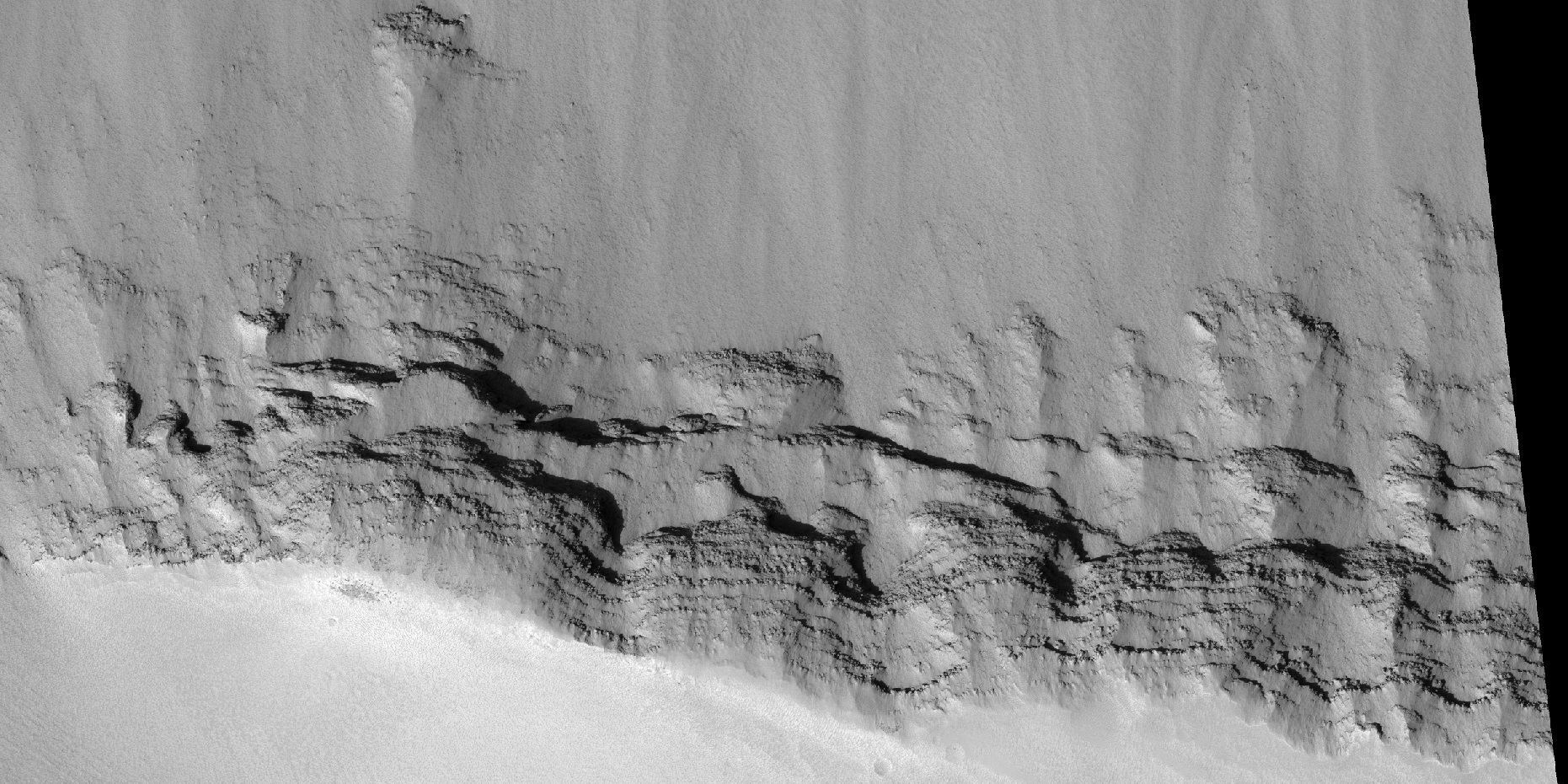
诺克提斯迷宫部分南壁的近视图

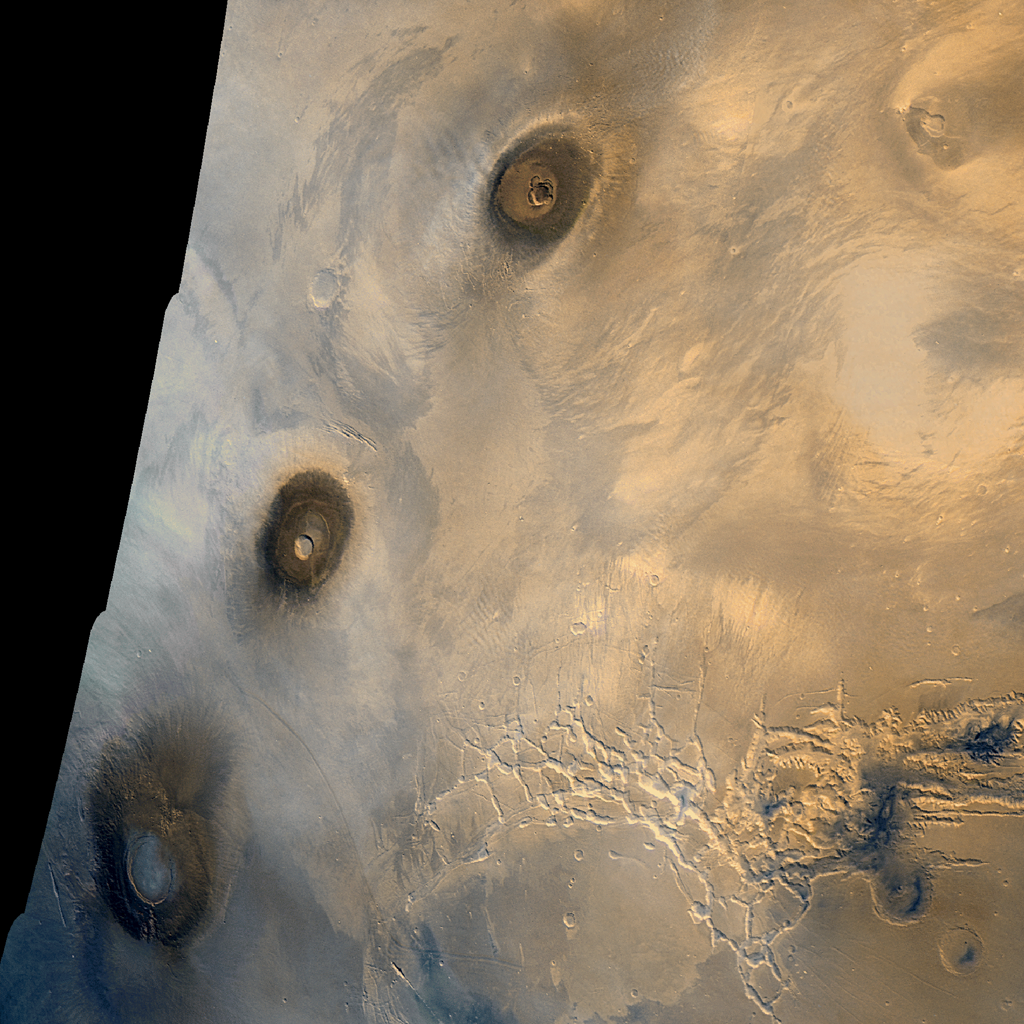
诺克提斯迷宫位于右下方，左侧是塔尔西斯山群的三座大型火山。
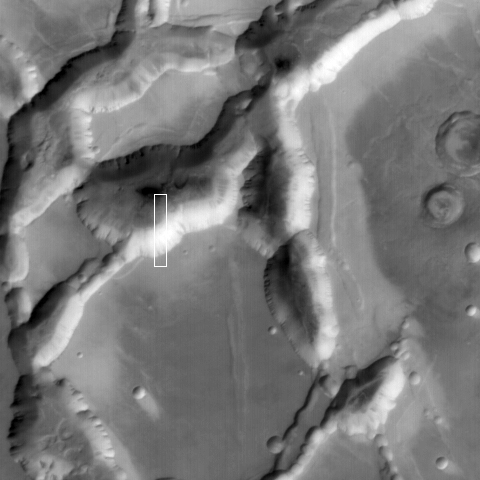
火星全球探勘者号拍摄的诺克提斯迷宫部分区域。
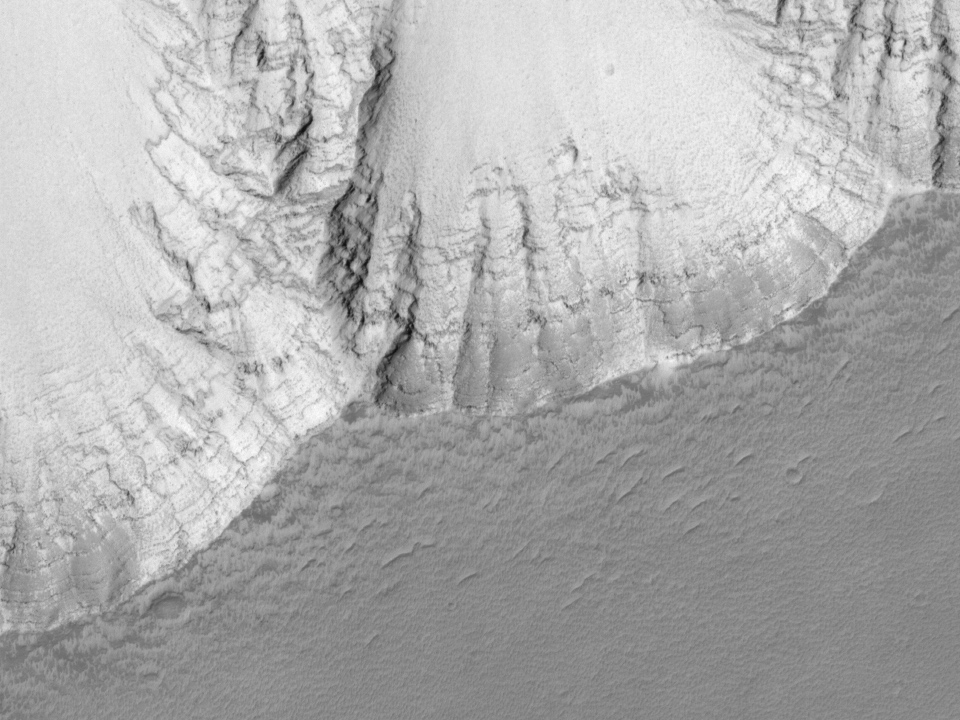
火星全球探勘者号拍摄的诺克提斯迷宫岩壁层。
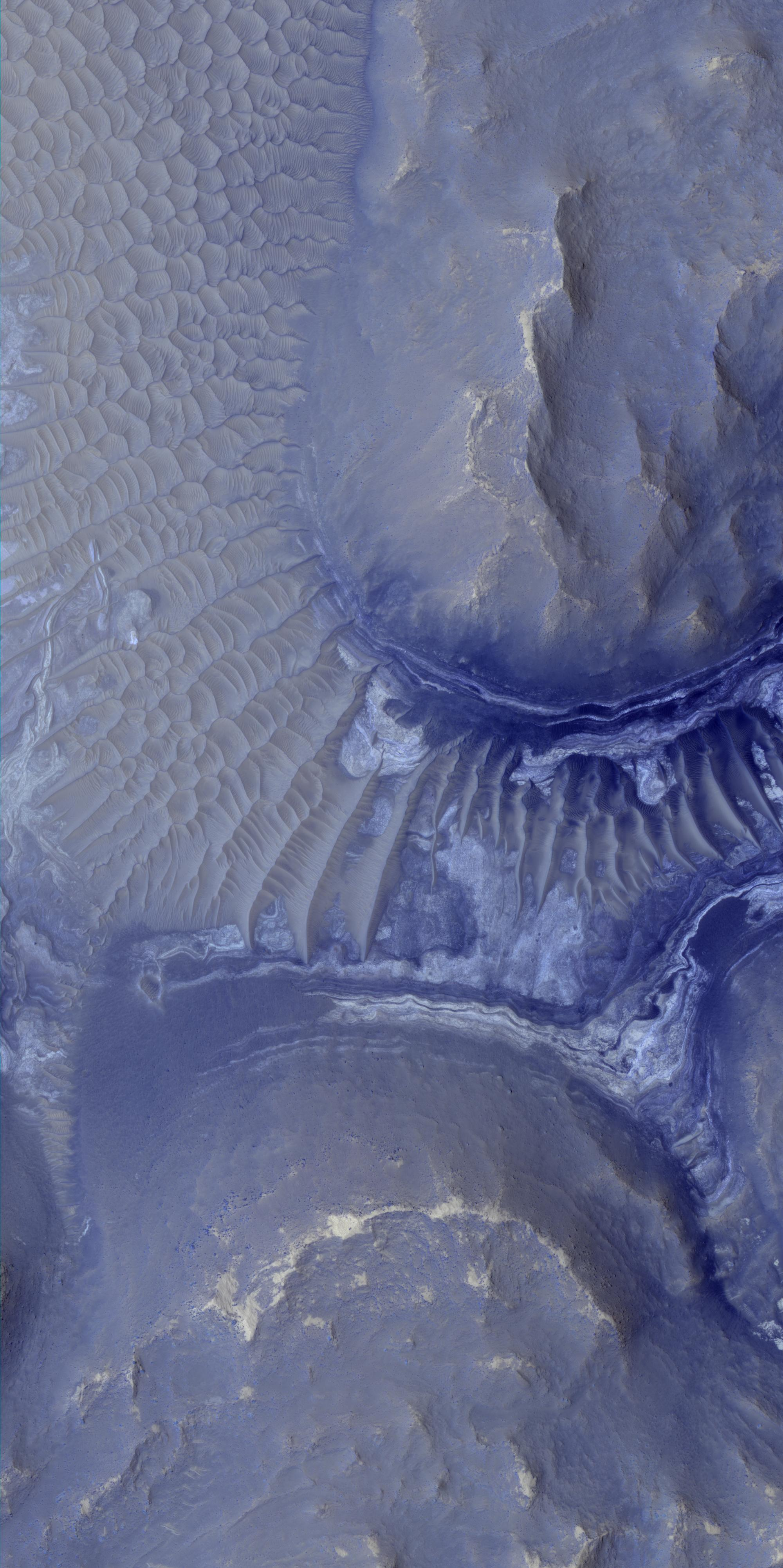
诺克提斯迷宫内两个相邻高地下部的岩层。
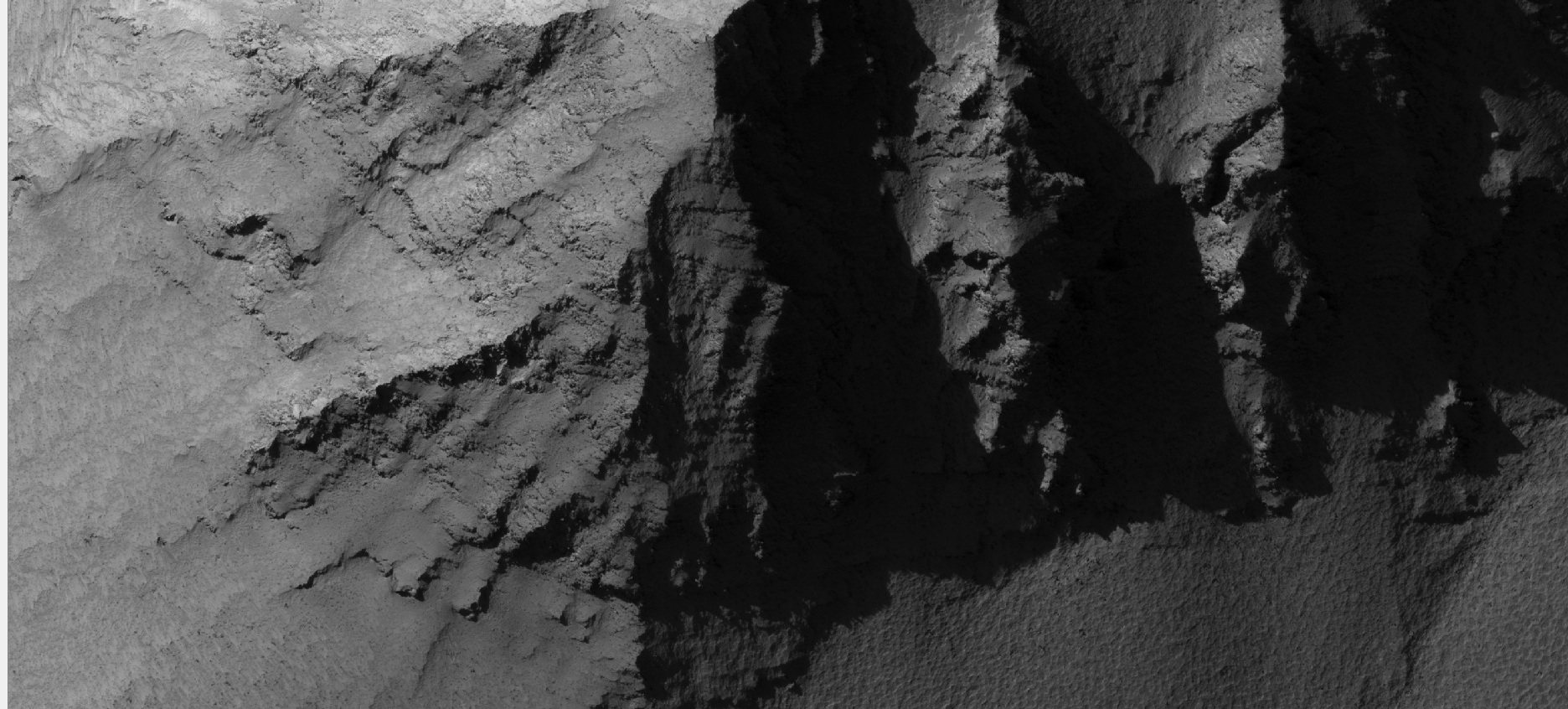
诺克提斯迷宫顶部附近的层段。
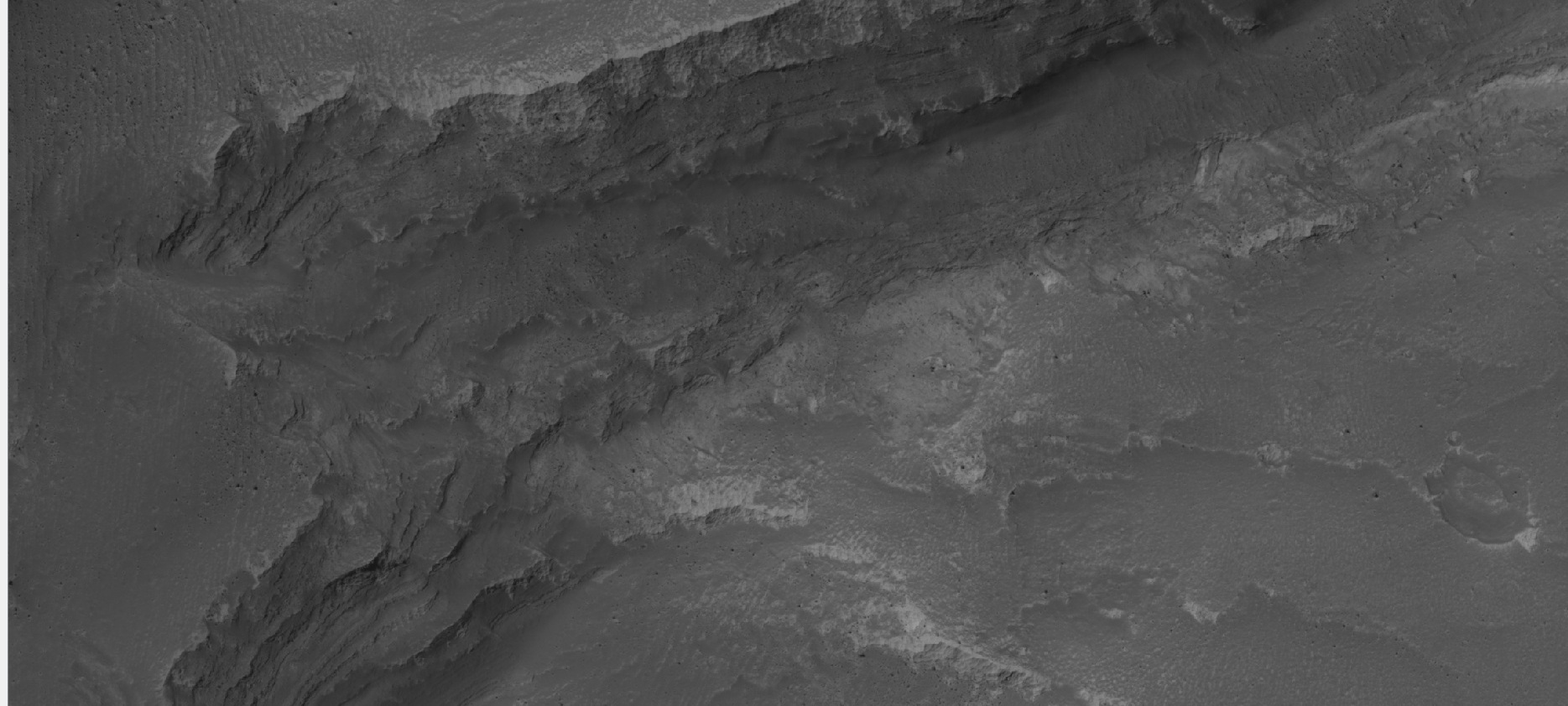
诺克提斯迷宫底部附近的一组岩层。
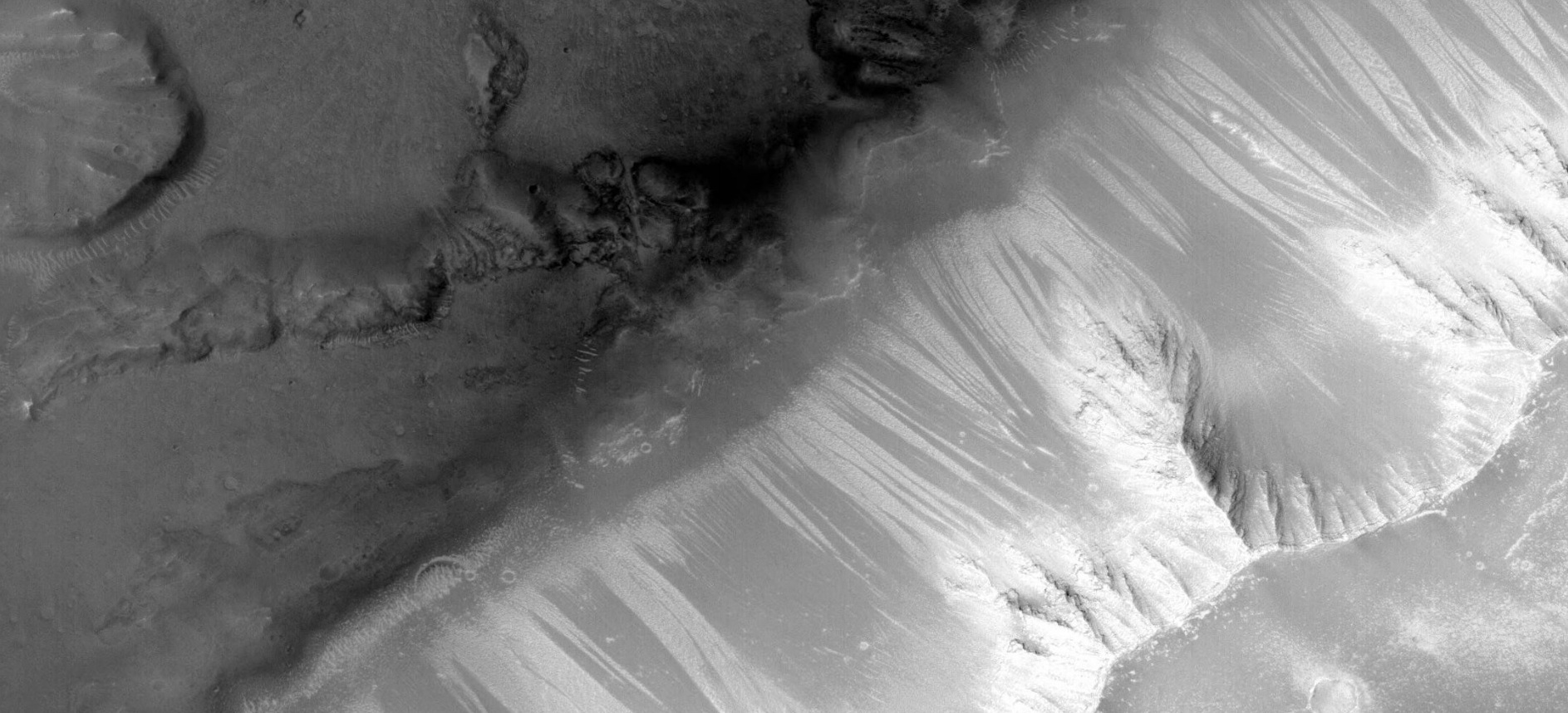
诺克提斯迷宫层状悬崖宽景图。
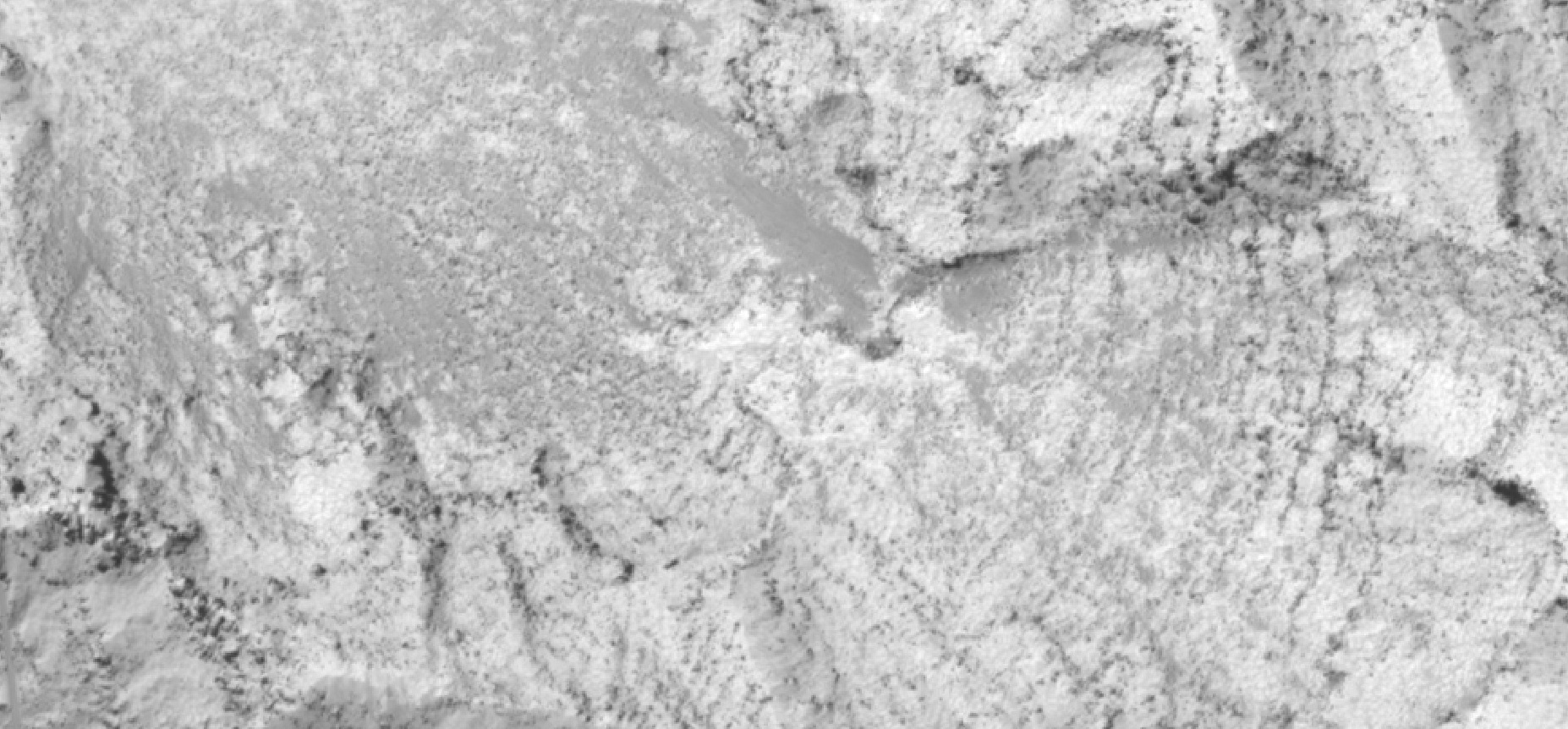
前一幅诺克提斯迷宫层状图的部分特写。
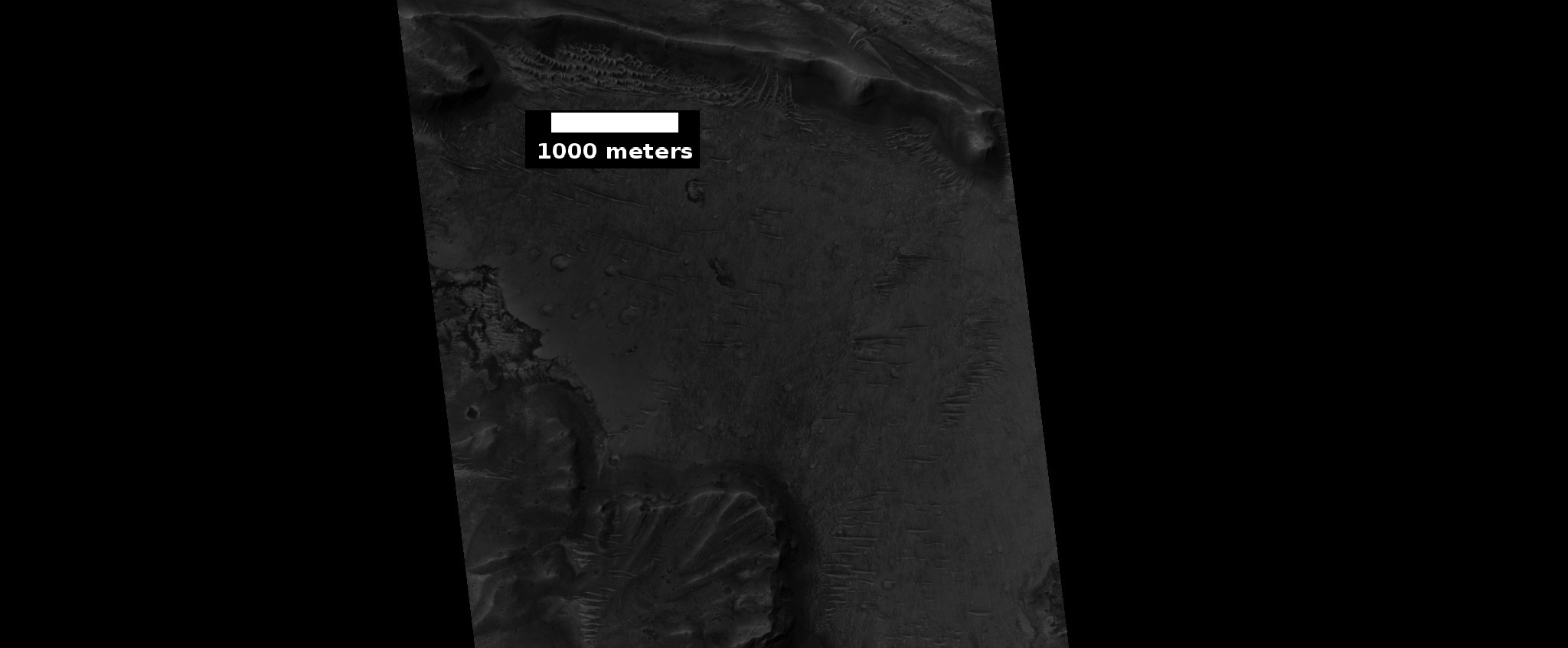
诺克提斯迷宫地表宽景图。
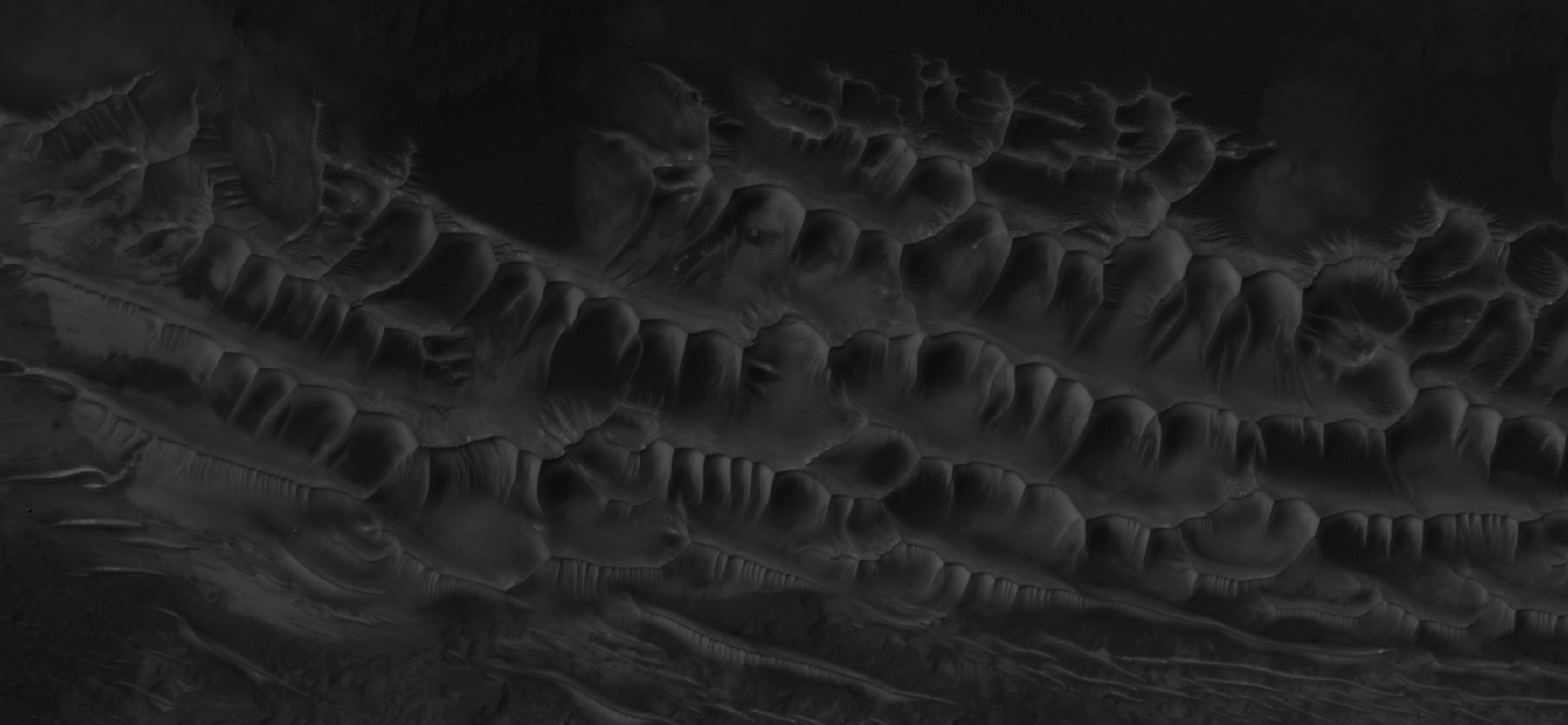
上一幅诺克提斯迷宫地表照片中，复杂、黑色的沙丘特写。
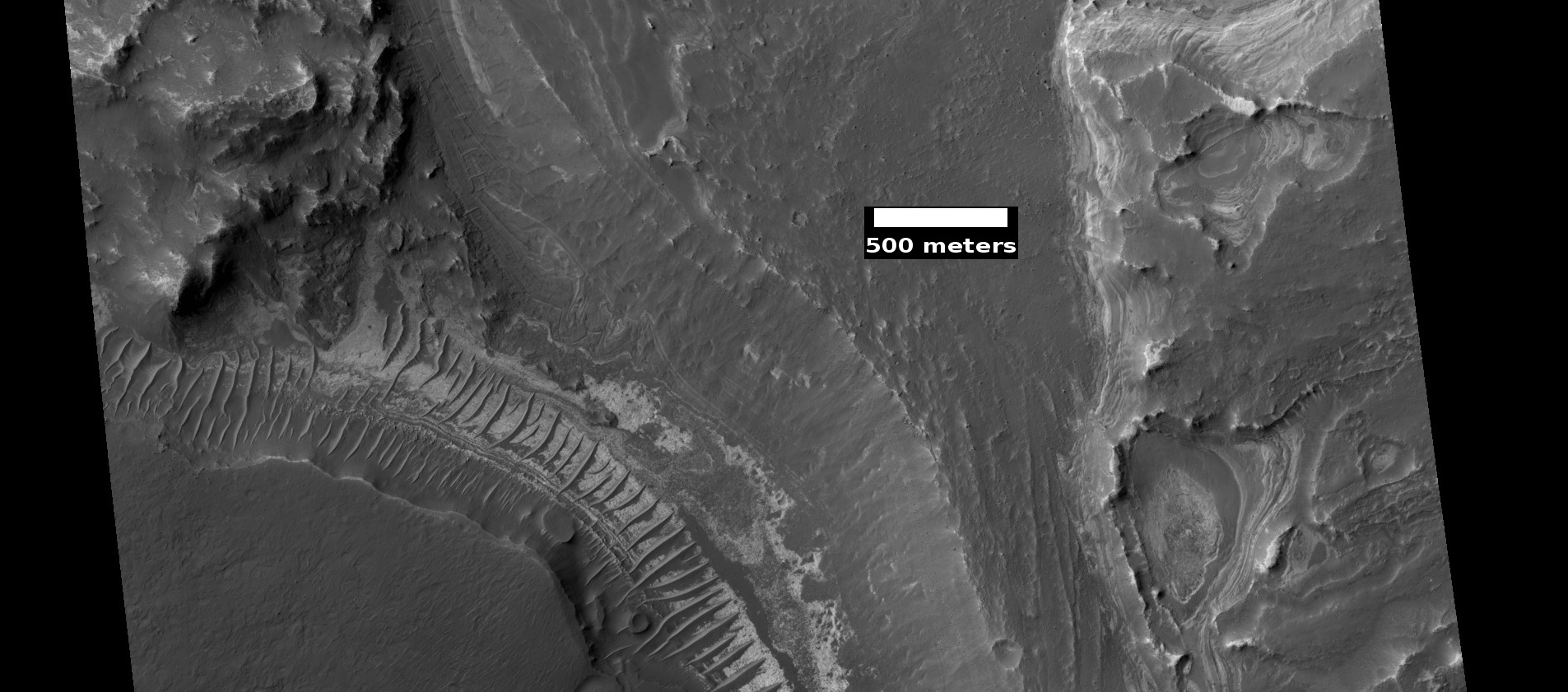
诺克提斯迷宫地表上的堆积层，堆积层中可能含有与地下水一起形成的各种矿物。
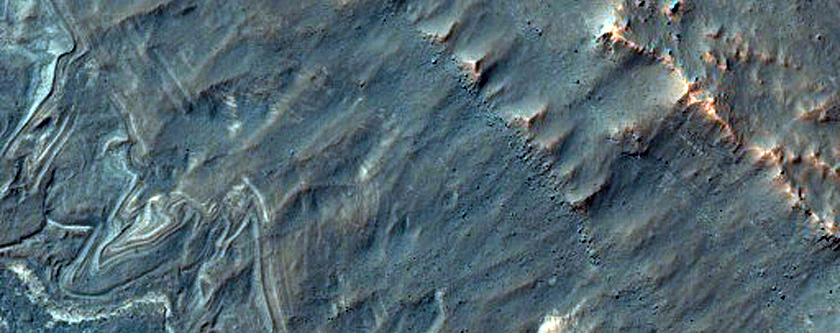
诺克提斯迷宫地表堆积层特写，上一幅图片中部的放大。
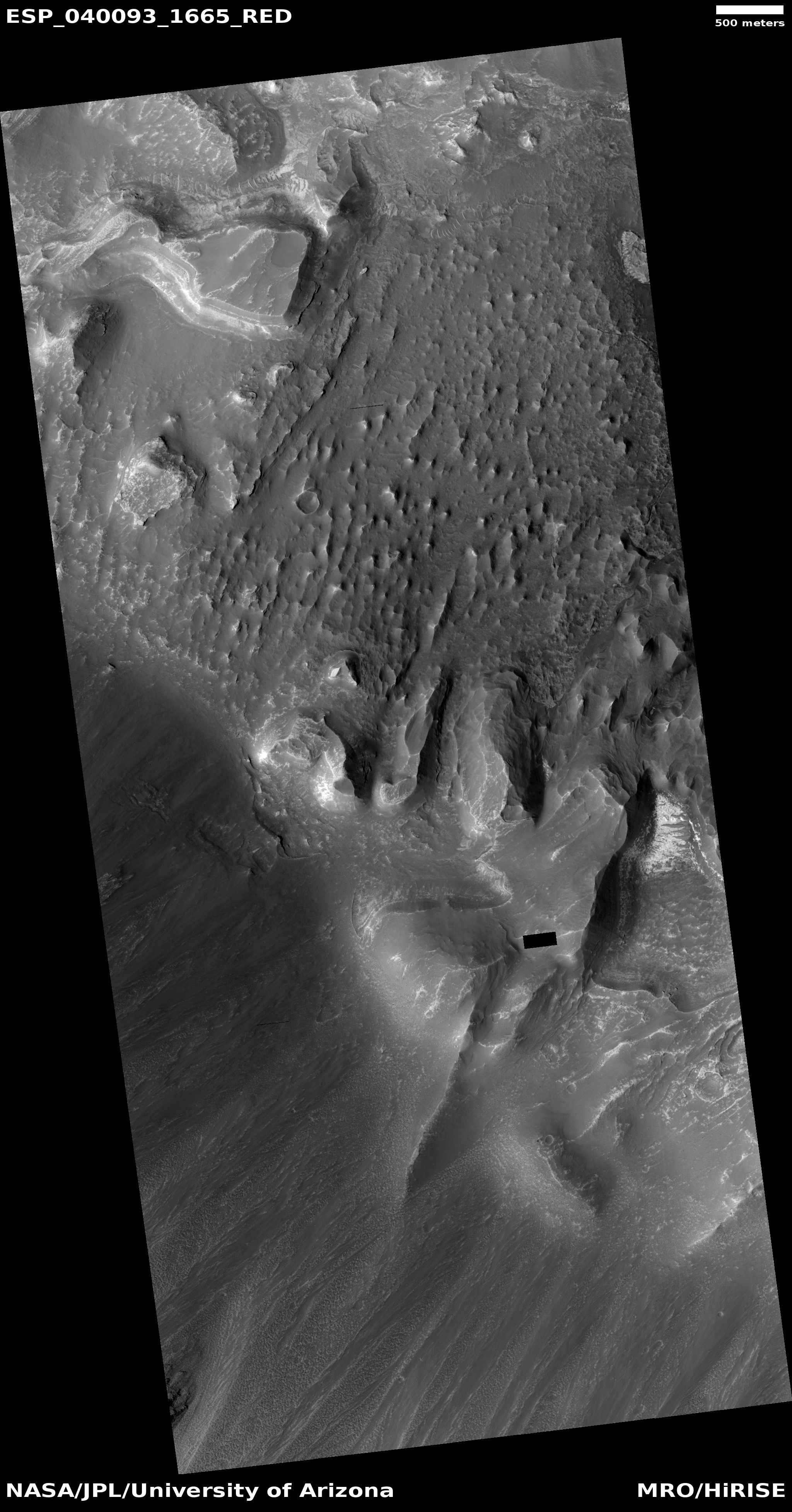
诺克提斯迷宫地表上显示的层状结构。
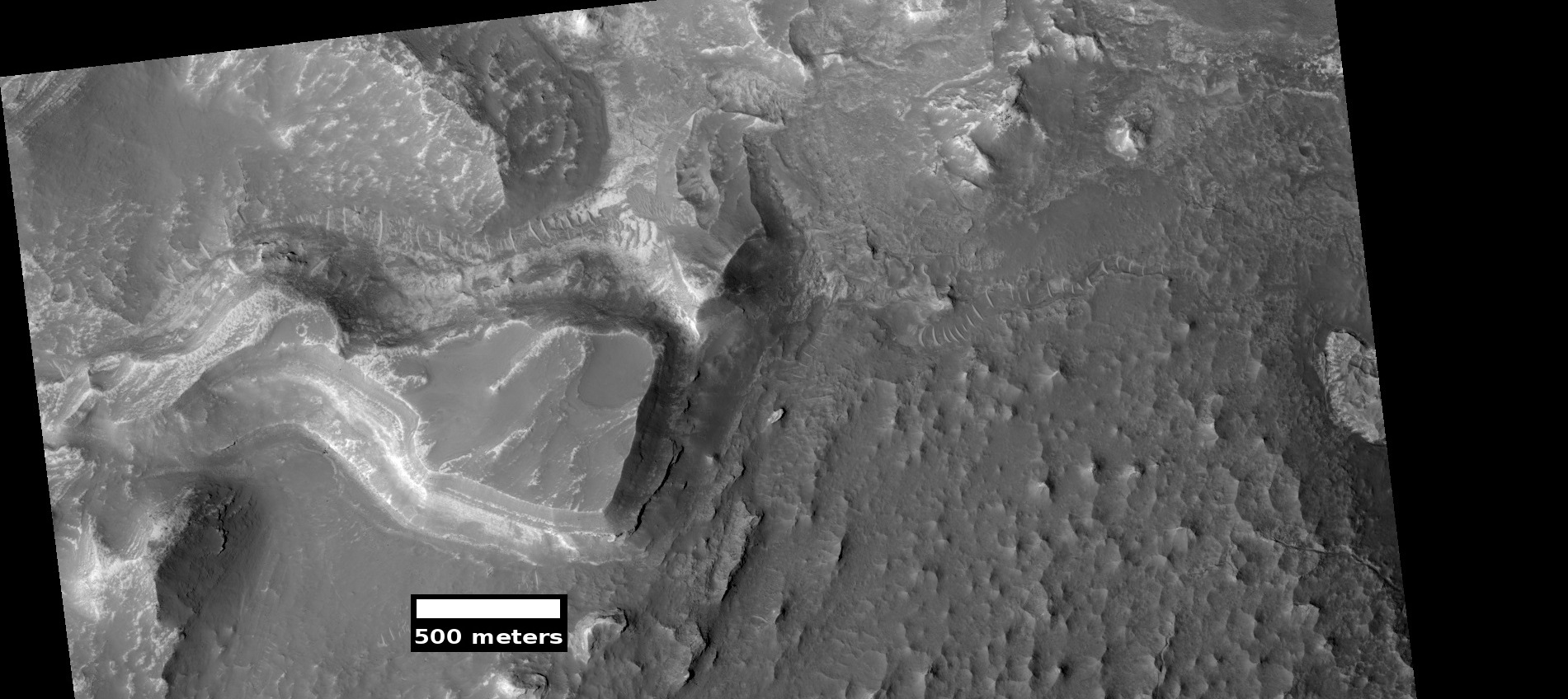
诺克提斯迷宫地表上的层状桌山，上一幅图片的放大。
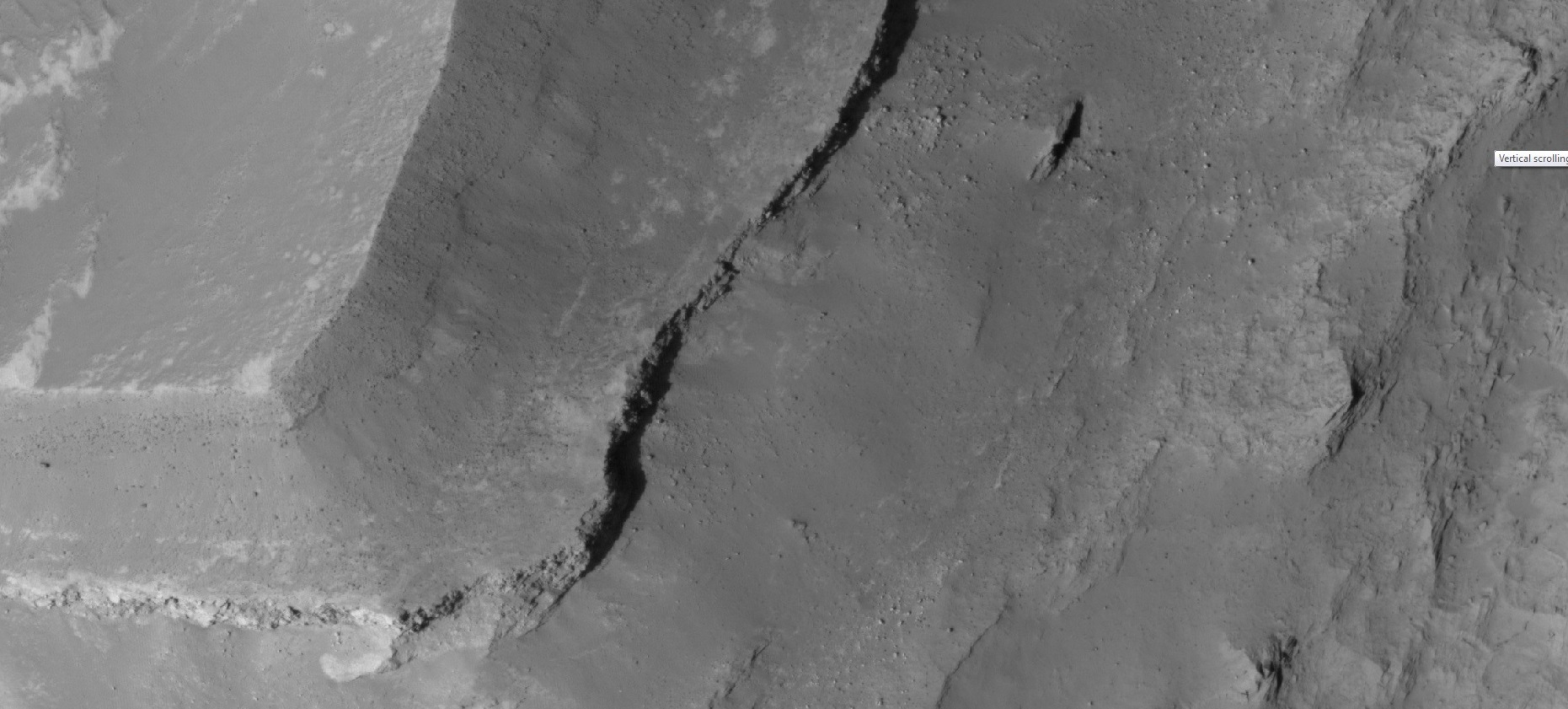
诺克提斯迷宫地表桌山边缘显示的层次，上一幅图片的放大。
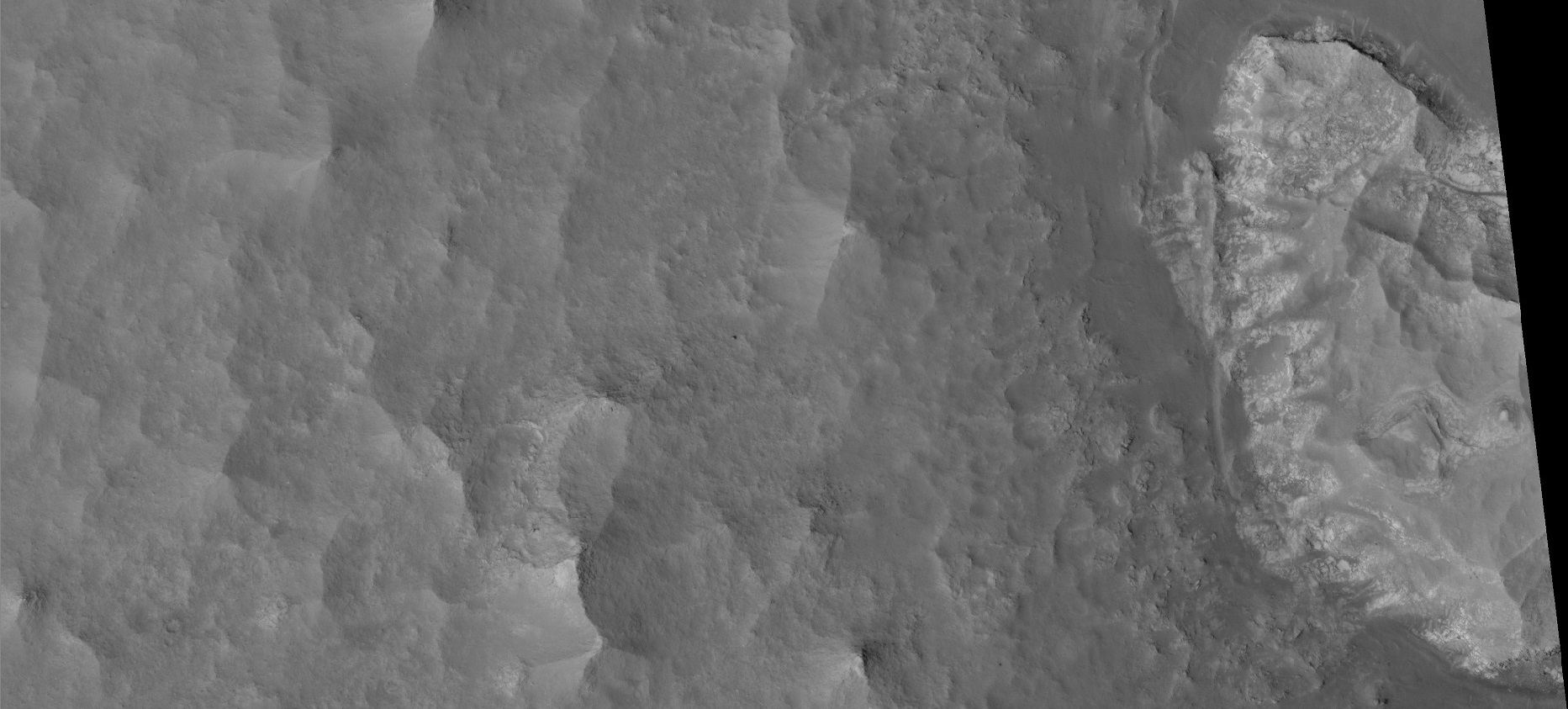
诺克提斯迷宫地表上浅色的结构，放大的同一幅图片。
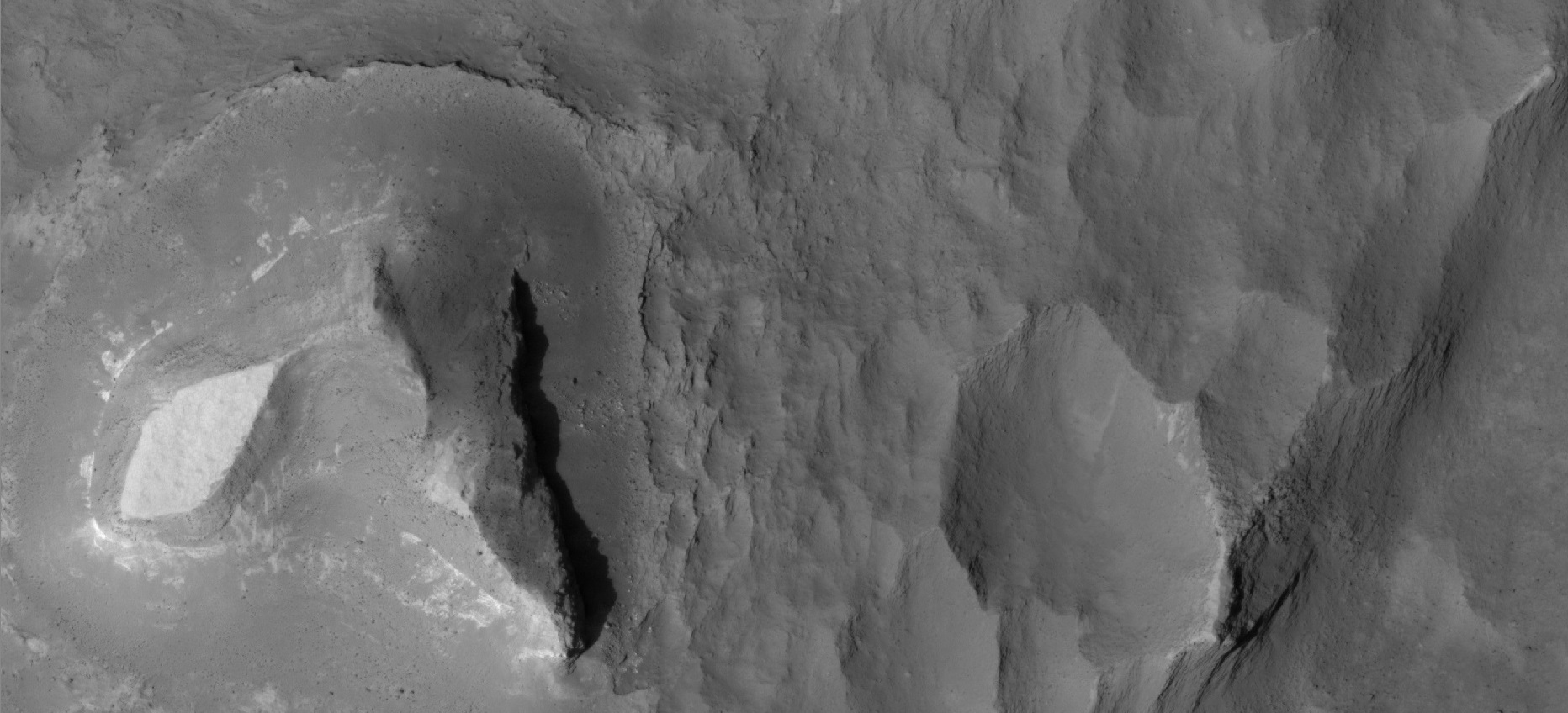
克提斯迷宫地表上浅色的高地，放大的同一幅图片。
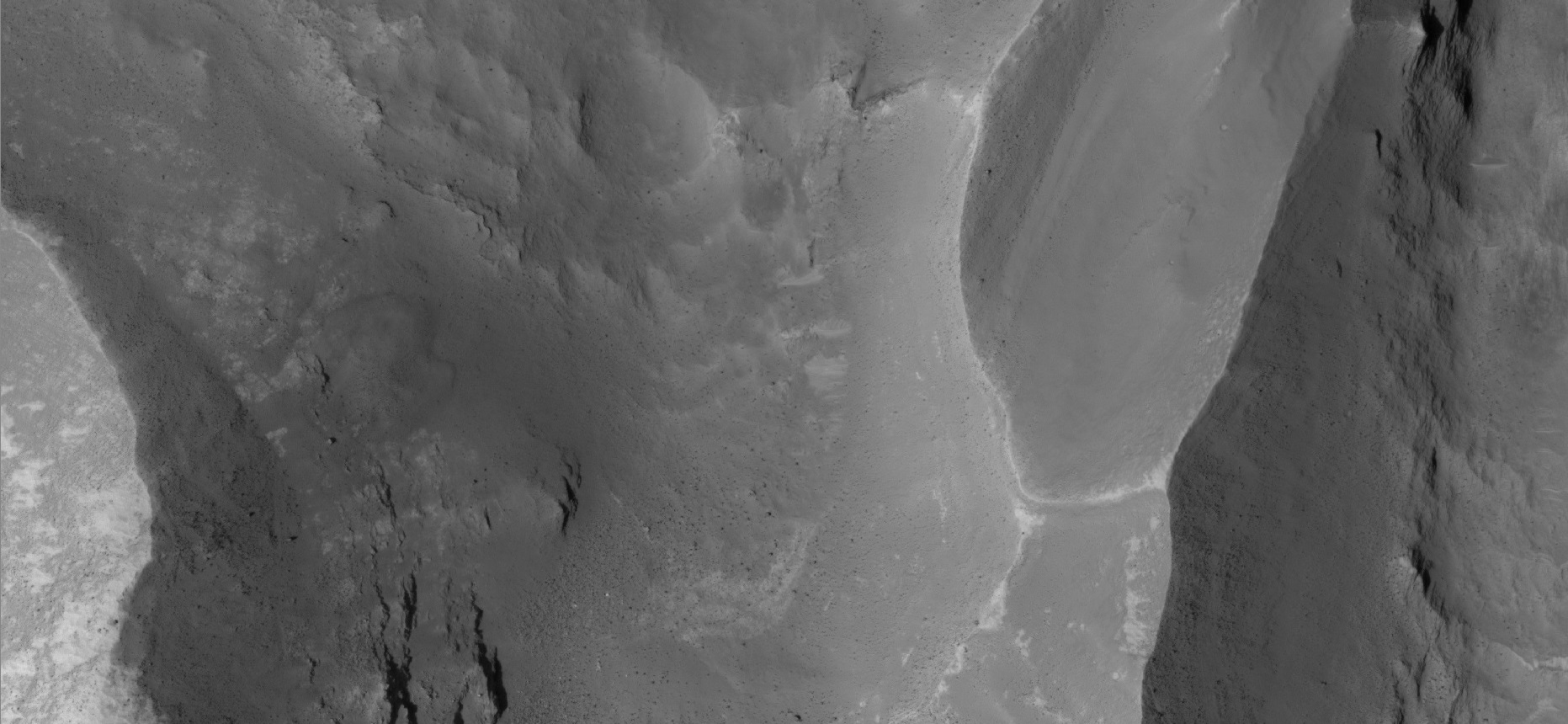
克提斯迷宫地表上薄薄的深色层，同一幅图片的放大。
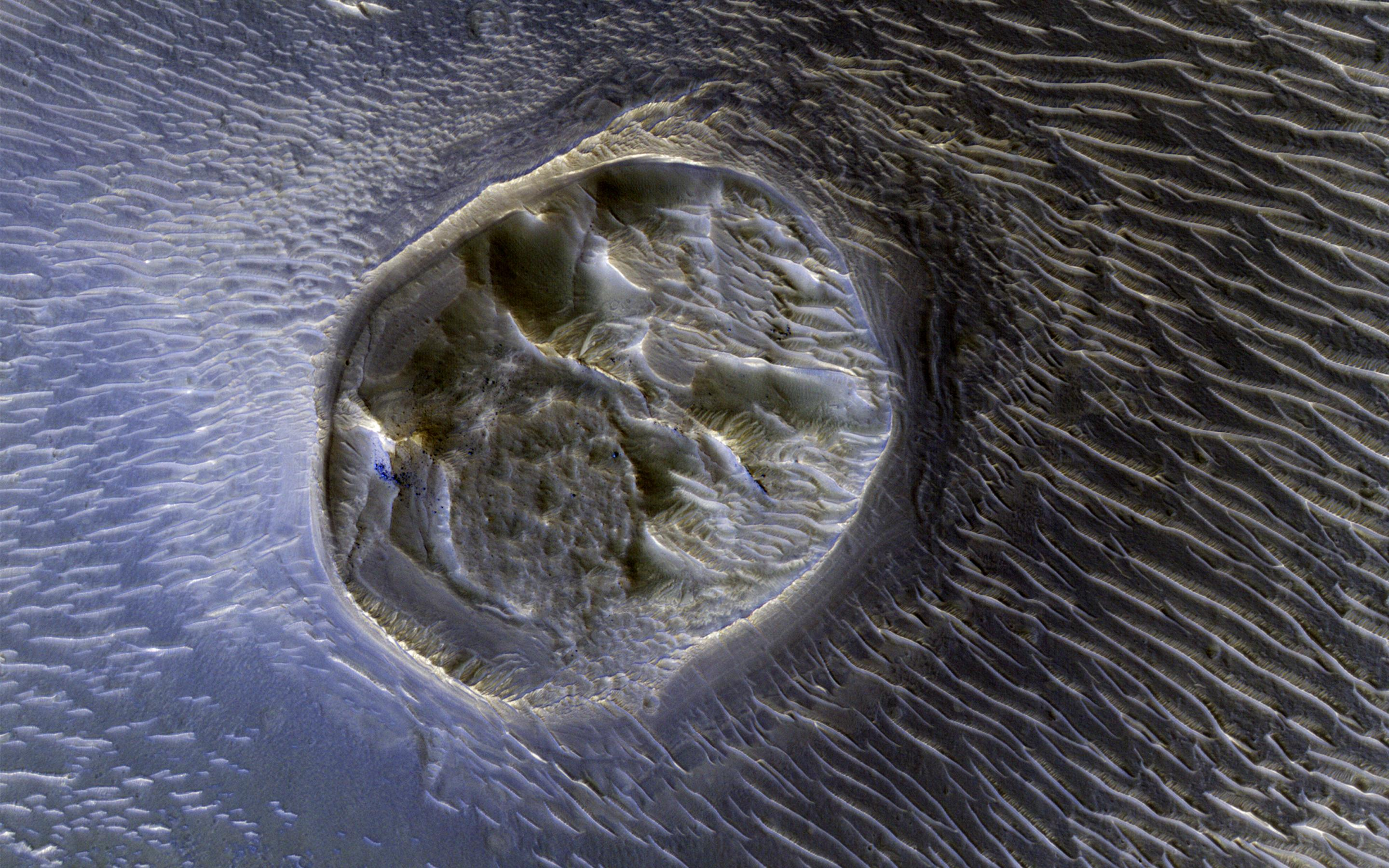
克提斯迷宫地表上的一座桌山。

## 另请参阅
- 火星气候
- 火星地质
- 火星的地下水
- 高分辨率成像科学设备
- 火星区域列表
- 火星的火山活动
- 火星水文